# Aethomys nyikae
Aethomys nyikae is een knaagdier uit het geslacht Aethomys dat voorkomt in Zuid-Congo-Kinshasa, Noordoost-Angola, Noordoost-Zambia en Malawi. Ook Zimbabwe wordt soms in de verspreiding opgenomen, maar dat is waarschijnlijk gebaseerd op een jong exemplaar van A. silindensis; voor zover bekend komt de soort niet ten zuiden van de Zambezi voor. Een exemplaar uit Angola vertegenwoordigt mogelijk een onbeschreven soort verwant aan A. nyikae. A. nyikae is de enige soort van het geslacht met een staart die korter is dan de kop-romp.